# José Manuel Rodríguez Uribes
José Manuel Rodríguez Uribes (València, 9 d'octubre de 1968) és un filòsof del dret espanyol. Membre de la Comissió Executiva Federal del Partit Socialista Obrer Espanyol (PSOE). És delegat del Govern a la Comunitat de Madrid des de juny de 2018.
Nascut a València el 9 d'octubre de 1968, la seva família prové de Valverde de Júcar. Llicenciat en dret per la Universitat de València (UV), es va doctorar en la mateixa especialitat a la Universitat Carles III de Madrid (UC3M), amb la tesi Los discursos democrático y liberal sobre la opinión pública (dos modelos, Rousseau y Constant), dirigida per Gregorio Peces Barba i presentada en 1998.
Ha estat professor titular tant a la UV com a la UC3M.
Integrant de la Comissió Executiva Federal del Partit Socialista Obrer Espanyol (PSOE) conformat per Pedro Sánchez al juny de 2017, encarregat de l'àrea de Laïcitat.
Va ser escollit pel president del Govern Pedro Sánchez per substituir Concepción Dancausa al capdavant de la Delegació del Govern a la Comunitat de Madrid. Sancionat el seu nomenament per Felip VI mitjançant Reial decret de 18 de juny, va prendre possessió del càrrec el 25 de juny.

## Obres
- José Manuel Rodríguez Uribes. Opinión pública. Concepto y modelos históricos, 1999.[8]
- José Manuel Rodríguez Uribes. Sobre la democracia de Jean-Jacques Rousseau, 1999.[8]
- José Manuel Rodríguez Uribes. Formalismo ético y constitucionalismo.  València: Tirant lo Blanch, 2002.[9]
- José Manuel Rodríguez Uribes. Las víctimas del terrorismo en España.  Madrid: Dykinson, 2013.
- José Manuel Rodríguez Uribes. Gregorio Peces-Barba. Justicia y Derecho (La Utopía Posible).  Madrid: Thomson Reuters, 2015.[10]
- José Manuel Rodríguez Uribes. Elogio de la laicidad. Hacia el Estado laico: la modernidad pendiente.  Madrid: Dykinson, 2017.